# Hollands hoorntjeswier
Hollands hoorntjeswier (Ceramium deslongchampsii) is een roodwier dat behoort tot de familie Ceramiaceae van de orde Ceramiales.

## Beschrijving
Hollands hoorntjeswier is een relatief klein roodwier dat in dichte plukjes groeit met een maximale lengte van 12 cm. De kleur is nogal donker, van bruin tot bijna zwart.

## Verspreiding
Hollands hoorntjeswier komt voor in de noordoostelijke Atlantische Oceaan van Noord-Noorwegen tot Frankrijk en de Middellandse Zee. Het is algemeen in Groot-Brittannië en Ierland. Het kan gevonden worden op rotsen, dode schelpen en op andere algen, tot een diepte van 26 meter.